# 鄭元楨
郑元桢（1879年—1936年9月8日），字翊周，福建南平县（今福建省南平市延平区）人。
光绪三十年（1904年），郑元桢中进士。曾任兵部主事、广东龙门县知县。民国元年（1912年），当选福建省临时议会议员。民国2年，当选为中华民国第一届国会众议院议员。民国12年，当选为宪法起草员、南平县长和南平县市政公会会长等职。
民国25年9月8日，郑元桢去世。